# Viktorie (britská královna)
Královna Viktorie (24. května 1819, Londýn, Spojené království – 22. ledna 1901, ostrov Wight), narozená jako Alexandrina Victoria, byla královna Spojeného království Velké Británie a Irska od 20. června 1837 a první císařovna Indie od 1. května 1876, obojí do své smrti. Doba její vlády trvala 63 let a 7 měsíců, což je druhé nejdelší období vlády britského panovníka. Tato doba bývá označována jako viktoriánské období a je charakteristická bouřlivým průmyslovým, politickým, vědeckým a vojenským rozvojem britských území. Královna Alžběta II. (která jediná ji v délce vlády předstihla) a její manžel princ Philip byli Viktoriinými prapravnoučaty.
Viktorie nastoupila na trůn v době, kdy byla Británie již zavedenou konstituční monarchií a panovník uplatňoval svůj vliv jen nepřímo přes doporučení předsedy vlády. Jako královna byla tedy zejména důležitým jednotícím symbolem britského impéria, které za její vlády dosáhlo svého mocenského vrcholu a stalo se vedoucí politickou, vojenskou a hospodářskou silou tehdejšího světa.
Viktorie pocházela z německého prostředí. Narodila se jako jediná dcera čtvrtého syna krále, a to prince Eduarda Augusta, vévody z Kentu a Strathearnu, a princezny Viktorie Sasko-Kobursko-Saalfeldské; a byla vnučkou Jiřího III. a neteří svého předchůdce krále Viléma IV. Pro svých devět dětí a 42 vnoučat dohodla manželství v panovnických rodinách po celé Evropě, a proto pak byla později nazývána evropskou babičkou. Vzájemná spřízněnost nicméně nezabránila, aby se později někteří její potomci proti sobě postavili v první světové válce. Několik Viktoriiných dětí (a patrně tedy nevědomky i ona sama) bylo navíc přenašeči hemofilie, která se tak rozšířila do různých evropských panovnických dynastií (nejznámější je případ ruského careviče Alexeje).
Viktorie byla poslední panovnicí hannoverské dynastie na britském trůnu – její syn a nástupce Eduard VII. patřil po otci již do dynastie sasko-kobursko-gothajské, která vládne Británii de facto dodnes (od roku 1917 však pod jménem Windsorská).

## Biografie

### Původ a nárok na trůn
Narodila se 24. května 1819 v Kensingtonském paláci. V době jejího narození vládl ještě (nominálně) její děda král Jiří III., ale jeho tři starší synové Jiří, Frederik a Vilém neměli žádné žijící legitimní potomky. Viktorie, jako jediné legitimní dítě králova čtvrtého syna Eduarda, vévody z Kentu, se stala dědičkou koruny (korunní princeznou) po smrti svého strýce krále Jiřího IV. roku 1830 a nástupu jeho bratra Viléma IV.

### Pochybnosti o Viktoriině legitimitě
Záhy se vynořily názory o tom, že biologickým otcem malé Viktorie není princ Eduard, ale John Conroy, tajemník a finanční správce Viktoriiny matky; spekulace se objevovaly během celé doby Viktoriina panování. Zkoumání problému jak z historického, tak přírodovědného hlediska nepřineslo ani v současnosti uspokojivé potvrzení a jakékoli závěry jsou stále v rovině spekulací.
Její vychovatelkou byla baronka Luisa Lehzenová z Hannoveru, která Viktorii vychovávala v německém jazyce až do tří let. Poté se princezna učila francouzsky a anglicky. S budoucím manželem, bratrancem Albertem, se seznámila ve svém rodišti v roce 1836; tehdy jí bylo 17 let.

### Nástup na trůn

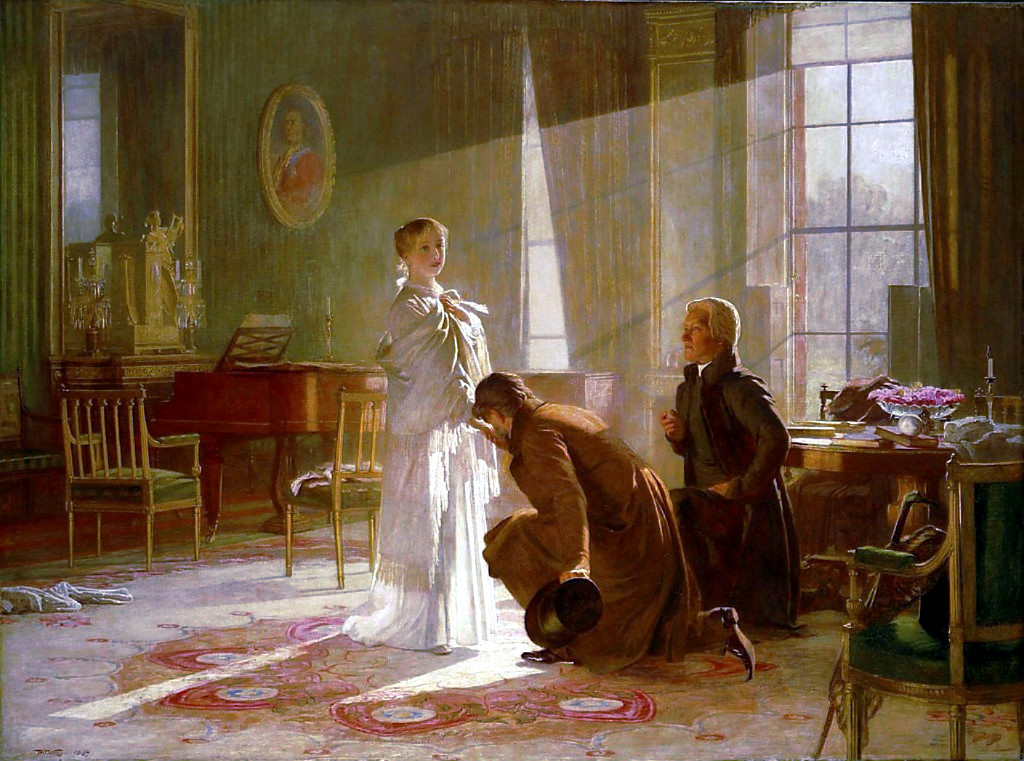
Viktorie obdržela zprávu o svém nástupu na trůn od Lorda Conynghama a arcibiskupa z Canterbury Williama Howleyho

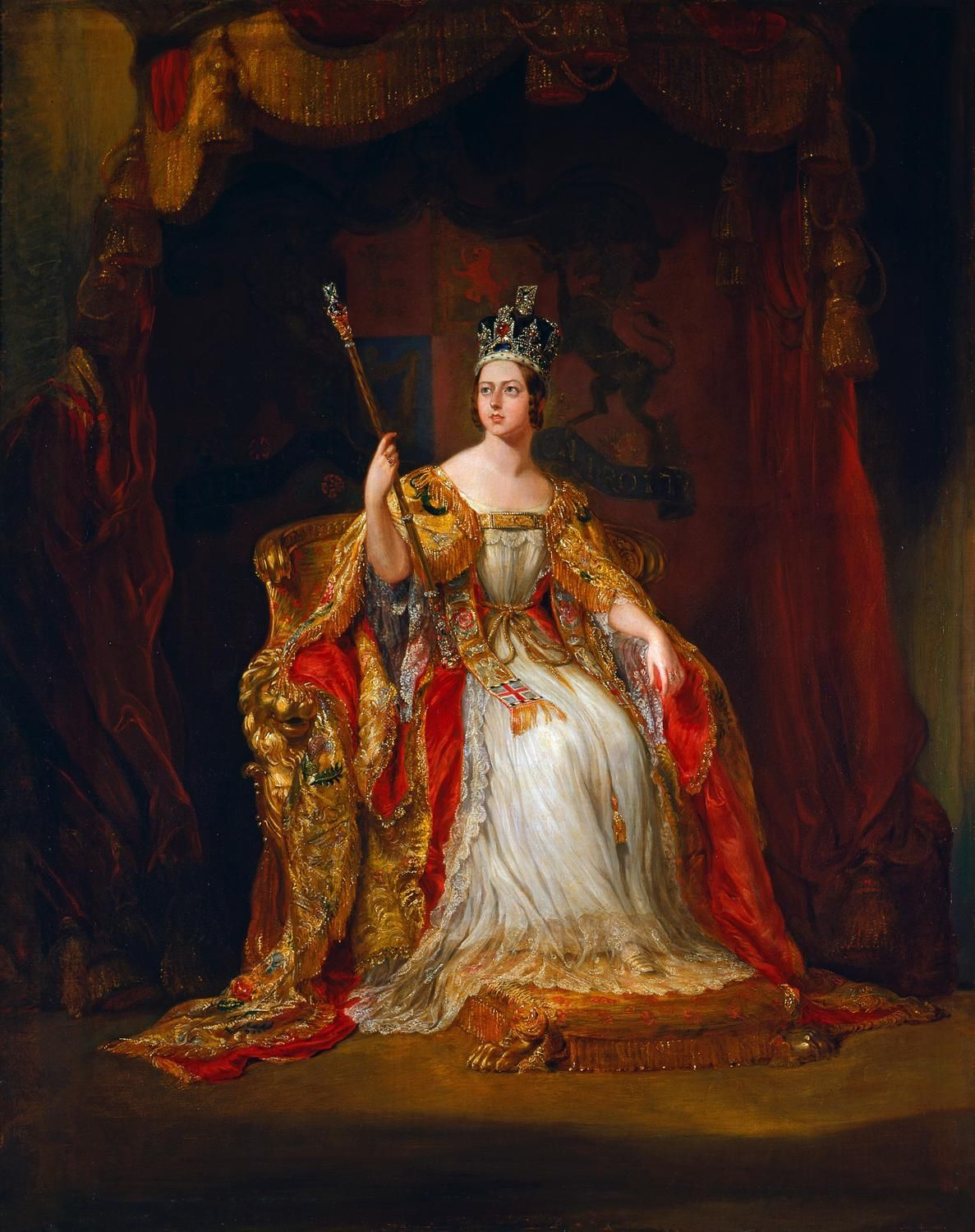
Viktorie ve svém korunovačním rouchu, 1838

Král Vilém IV. zemřel 20. června 1837 na zástavu srdce a princezna Viktorie z Kentu se stala britskou královnou. Korunována byla 28. června 1838 a stala se prvním panovníkem, který si za své sídlo zvolil nově dobudovaný Buckinghamský palác. Podle práva uplatňovaného pro nástupnictví na hannoverský trůn nemohla být nástupkyní na trůnu žena. Hannoverským králem se tak stal její strýc Arnošt August I. Hannoverský. Protože v té době nebyla Viktorie provdána a neměla žádné potomky, byl její strýc i nástupcem britského trůnu až do roku 1840, kdy se královně Viktorii a princi Albertovi narodilo první dítě.
V době jejího nástupu na trůn vládu kontrolovala strana whigů, která byla u moci, s krátkou přestávkou, od roku 1830. Předseda vlády lord Melbourne měl na politicky nezkušenou Viktorii, která byla závislá na jeho radách, velký vliv. Melbourne se ale neudržel dlouho, protože se stal nepopulárním a musel řešit problémy v britských koloniích. V té době bylo mezi lidmi velmi populární hnutí chartistů, kteří požadovali všeobecné volební právo a další demokratické reformy. Roku 1839 lord Melbourne odstoupil poté, co radikálové a toryové zablokovali přijetí důležitého zákona. Jejím hlavním rádcem se stal její strýc (bratr její matky), belgický král Leopold.
Královna poté pověřila sestavením vlády torye Roberta Peela. Ten, protože se obával neúspěchu při zajištění většiny v parlamentu, požadoval, aby byli členové královské domácnosti obměněni podle jeho návrhu. Větší část dvorních dam byla manželkami whigů a Peel je chtěl vyměnit za manželky toryů. Viktorie jejich obměnu odmítla, protože je považovala spíše za své přítelkyně než za součást ceremonie. Tato krize (Bedchamber Crisis) vyústila v Peelovo prohlášení, že za těchto omezení ze strany královny nemůže sestavit funkční vládu, následované jeho rezignací a Lambovým (lord Melbourne) návratem do úřadu.

### Sňatek a pokusy o atentát

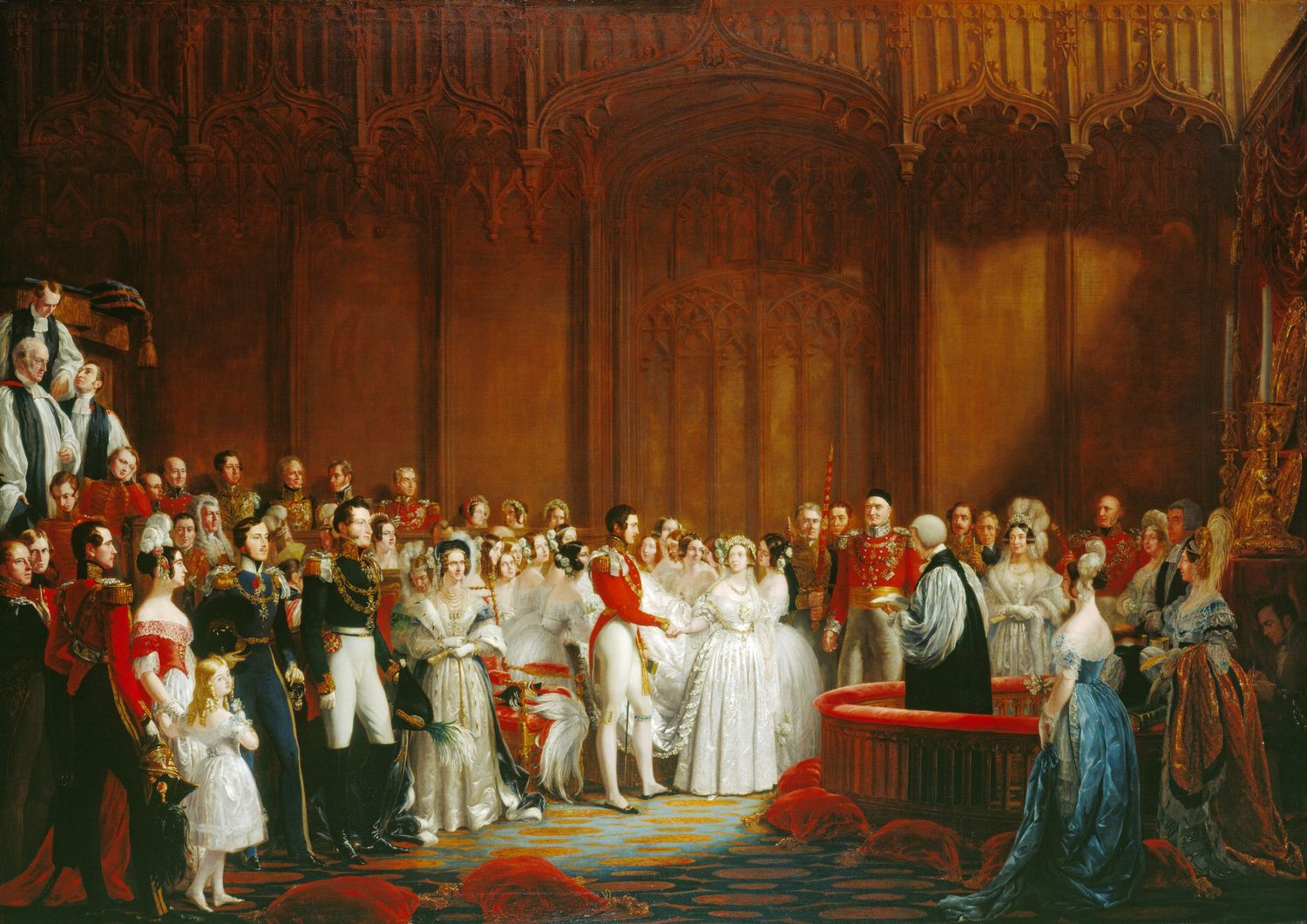
Svatba Viktorie s princem Albertem

Viktorie se provdala v královské kapli St. James’s Palace za svého bratrance prince Alberta 10. února 1840. Ten se stal nejen jejím manželem, ale i jejím důležitým politickým rádcem, když v této roli nahradil lorda Melbourna. V době, kdy byla Viktorie poprvé těhotná, se na ni osmnáctiletý Eduard Oxford pokusil spáchat atentát ve chvíli, kdy jela se svým mužem v kočáře. Oxford vystřelil dvakrát z pistole, ale pokaždé minul. Byl odsouzen za velezradu, ale z důvodu nepříčetnosti byl obvinění zbaven, internován v psychiatrickém ústavu a následně vyhoštěn do Austrálie. První dítě královského páru, princezna Viktorie, se narodilo 21. listopadu 1840.
Další pokusy o atentát na Viktorii se odehrály v období květen až červen 1842. John Francis vystřelil na Viktorii, když projížděla St. James's Parkem, ale byl ihned zneškodněn policistou. Byl odsouzen k trestu smrti, ale tento trest byl změněn na doživotní žalář. John William Bean se pokusil na Viktorii vystřelit, i když jeho pistole byla nabita papírovými kuličkami a tabákem. I tento jeho čin mohl být potrestán trestem smrti. Princ Albert podnítil parlament, aby přijal zákon, podle kterého by použití zbraně v přítomnosti panovníka za účelem jeho polekání mohlo být potrestáno maximálně sedmi lety vězení. Bean tak byl odsouzen k 18 měsícům vězení.

### Počáteční období vlády

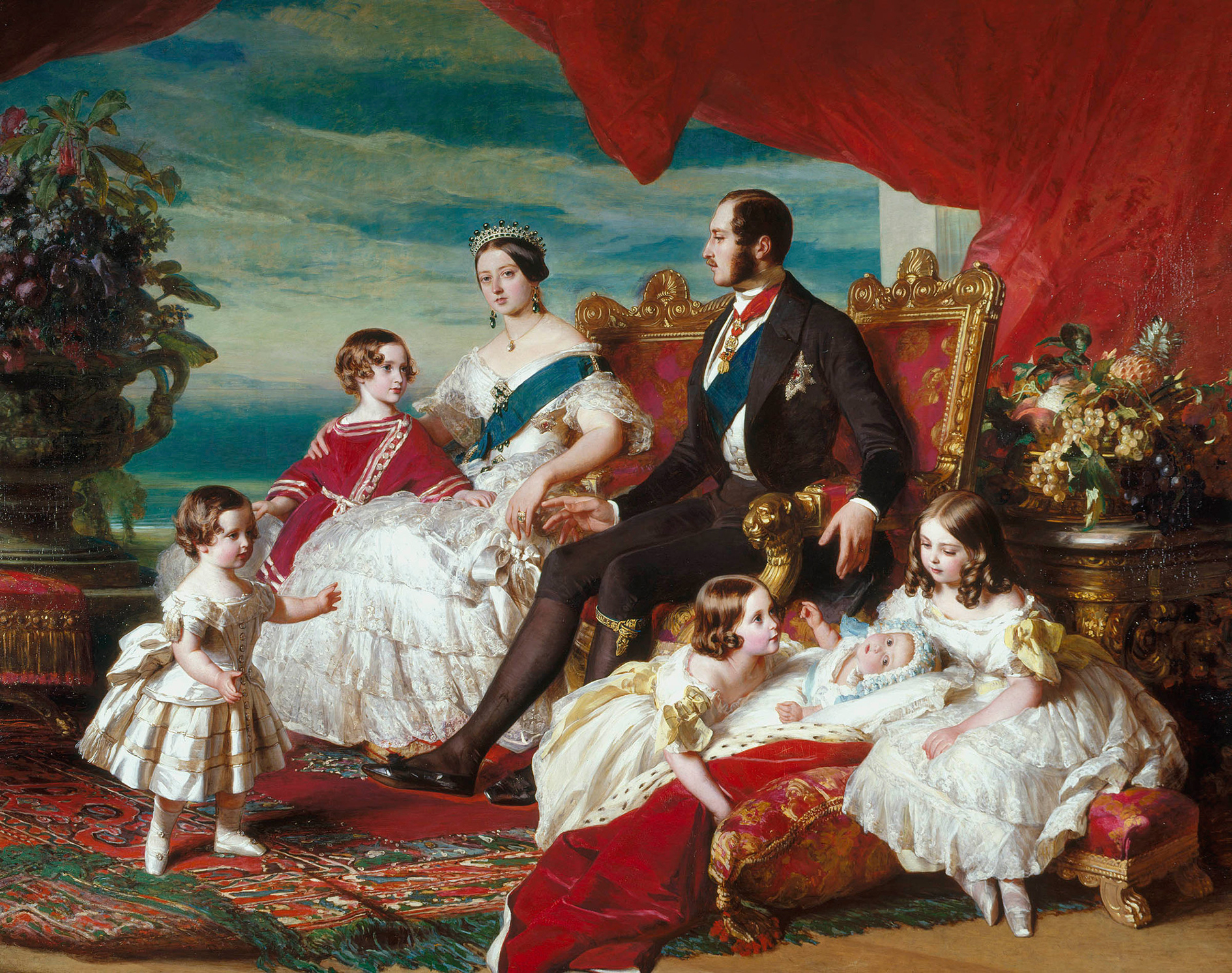
Královská rodina v roce 1847

Robert Peel jako předseda vlády musel brzy čelit krizi při pokusu o zrušení některých zákonů. Mnoho toryů, do té doby označovaných za konzervativce, bylo proti jejich zrušení, zatímco část Peelových spojenců mezi toryi a whigové zrušení podporovali. Peel, poté, co bylo roku 1846 zrušení zákonů přijato těsnou většinou, odstoupil a jeho nástupcem se stal John Russell. Russellova vláda, ačkoli byla složena whigy, se netěšila královnině přízni.
Největším problémem byl pro ni ministr zahraničí lord Henry Temple, který často jednal bez konzultace s vládou, premiérem nebo královnou. Viktorie proti jeho jednání protestovala, ale až do roku 1851, kdy byl Temple odvolán, bezvýsledně.
V tomto období došlo k dalším pokusům o atentát na Viktorii. Roku 1849 se ji pokusil vylekat výstřelem z pistole nabité pudrem nezaměstnaný Ir William Hamilton. Roku 1850 byla Viktorie zraněna po útoku zřejmě šíleného bývalého důstojníka Roberta Pateho.

### Irsko

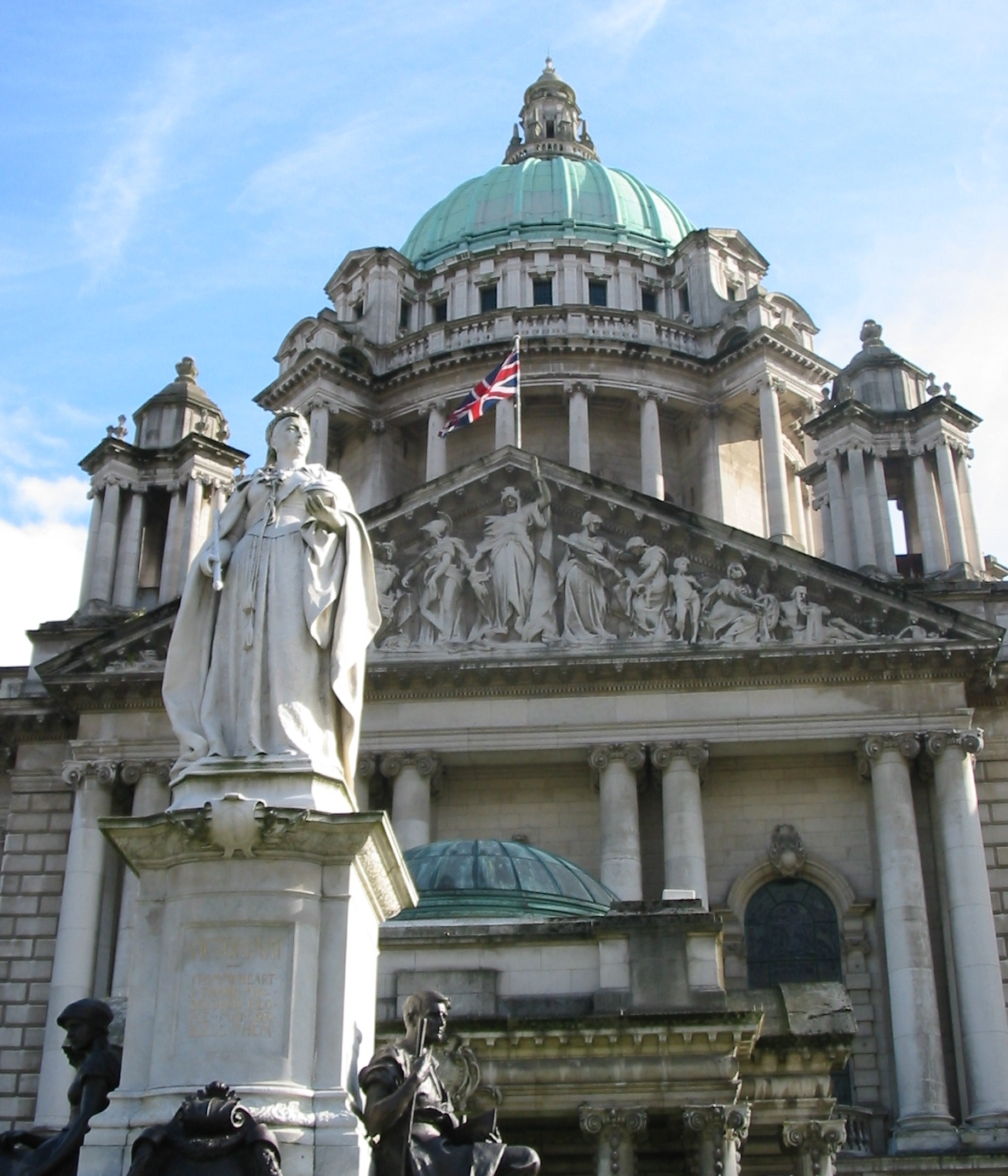
Socha královny Viktorie v Belfastu v Severním Irsku

Mladá královna si Irsko oblíbila a vybrala si Killarney pro odpočinkový pobyt. Tento pocit byl podpořen jejím prvotním vřelým přijetím ze strany Irů. Roku 1845 bylo Irsko postiženo neúrodou brambor, která si v průběhu čtyř let vyžádala život více než jednoho miliónu obyvatel a vyústila v emigraci dalšího miliónu Irů. V reakci na tuto pohromu, nazývanou velký irský hladomor, věnovala královna ze svých prostředků 2000 liber. Nicméně turecký sultán Abdülmecid I. nabídl pomoc ve výši 10 000 liber a Viktorie ho údajně požádala, aby tuto částku snížil na 2000. Sultán nakonec poslal veřejně 1000 a tajně vypravil tři lodě s potravinami. Angličané se snažili tyto lodě zadržet, ale neuspěli a pomoc dorazila do irského přístavu Drogheda.
Vláda britského premiéra Johna Russella byla obviňována z podceňování rozsahu katastrofy, což přispělo k poklesu královniny popularity v Irsku. Viktoriina první návštěva Irska se uskutečnila roku 1849 a měla za úkol ukázat zájem britské veřejnosti o problémy Irů. V 70. a 80. letech 19. století zájem monarchie o Irsko poklesl, částečně proto, že královna odmítla navštívit Irsko na protest proti tomu, že dublinská společnost odmítla blahopřát jejímu synovi Eduardovi ke sňatku a narození nejstaršího syna.
Viktorie odmítla nátlak premiérů, správců i členů královské rodiny, aby zřídila v Irsku jedno ze svých sídel. William Brodrick, jeden z předchozích předsedů unionistické strany, to roku 1930 označil za jednu z příčin neúspěchu britské politiky v Irsku. Viktorie naposledy navštívila Irsko roku 1900, kdy apelovala na to, aby se Irové zapojili do britské armády v době druhé búrské války. Nacionalistický odpor proti její návštěvě vedl Arthur Griffith, který o několik let později využil získané kontakty pro vytvoření politického hnutí Sinn Féin. Po vyhlášení Irské republiky byla v Dublinu odstraněna socha královny Viktorie.

### Britské impérium

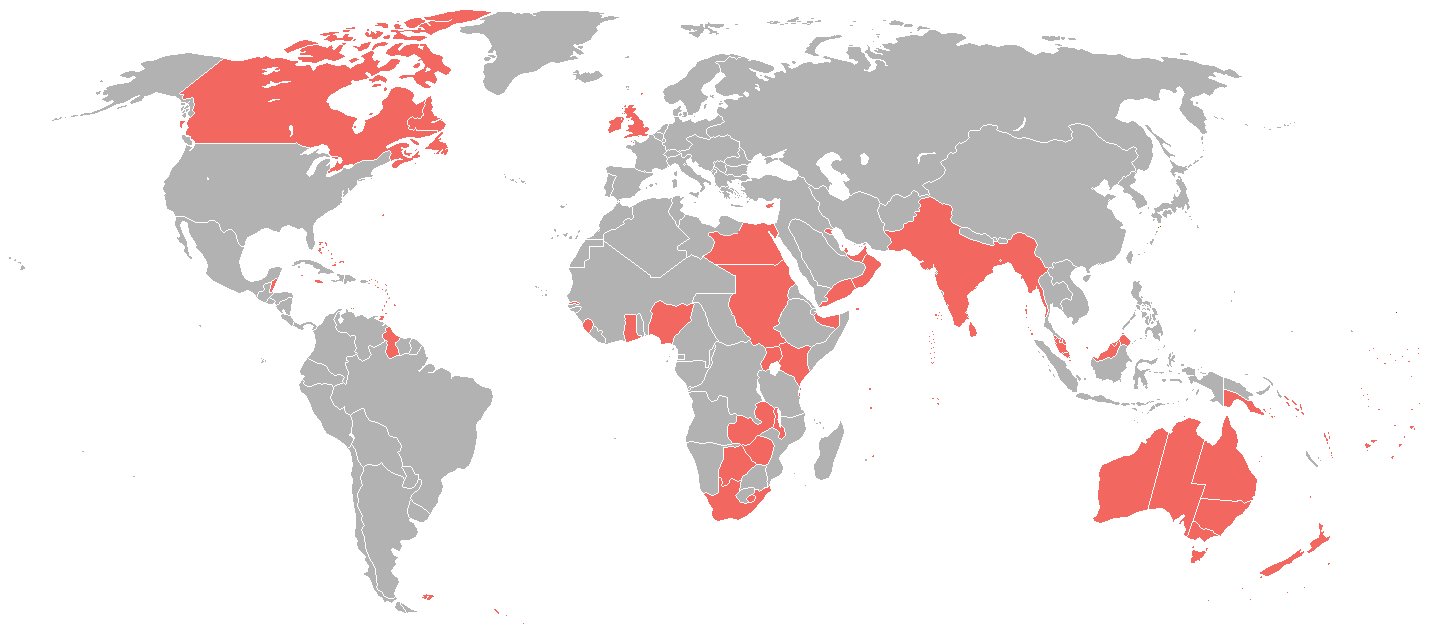
Britské impérium roku 1898

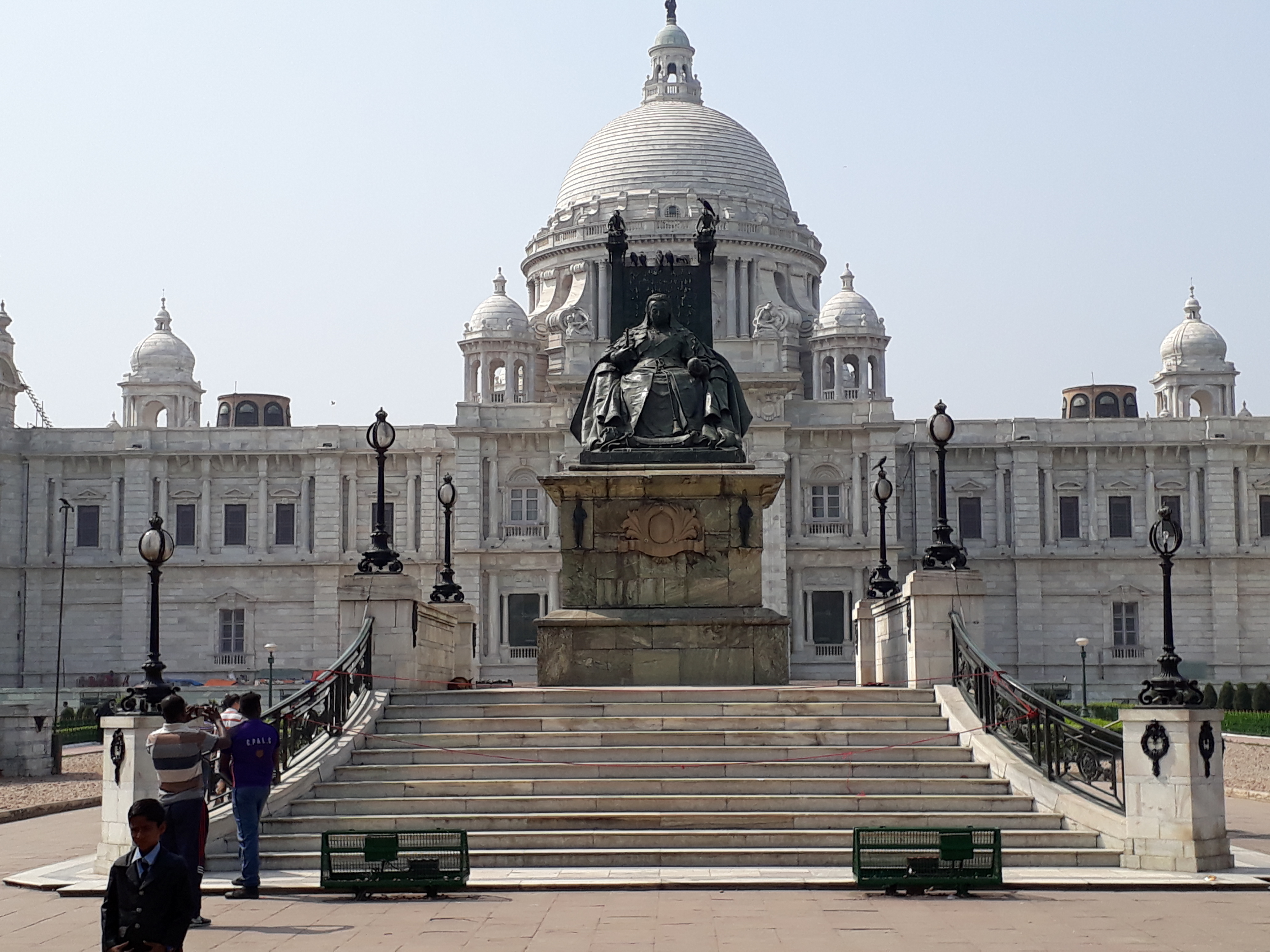
Pomník královny Viktorie před Victoria Memorial v Kalkatě, Indie

Britské impérium, největší koloniální říše v dějinách lidstva, ovládalo ke konci 19. století téměř čtvrtinu zemského povrchu a žila v něm čtvrtina tehdejší světové populace. Díky průmyslové revoluci, koloniální říši a silnému námořnictvu Royal Navy se z Británie stala světová velmoc. O Viktorii je známo, že podporovala imperiální politiku premiéra Benjamina Disraeliho, která vedla ke druhé anglo-afghánské válce nebo k britsko-zulské válce, při které byl roku 1879 v bitvě u Isandlwany zničen silný britský sbor. Během rusko-turecké války v letech 1877–1878 se snažila neúspěšně přimět Disraeliho, aby vystoupil proti Rusku. Viktorie měla špatný vztah s premiérem Gladstonem, kterého vinila ze smrti generála Gordona při pádu Chartúmu roku 1885. Nepodpořila Gladstonův zákon o irské samosprávě, který byl roku 1886 v britském parlamentu zamítnut.

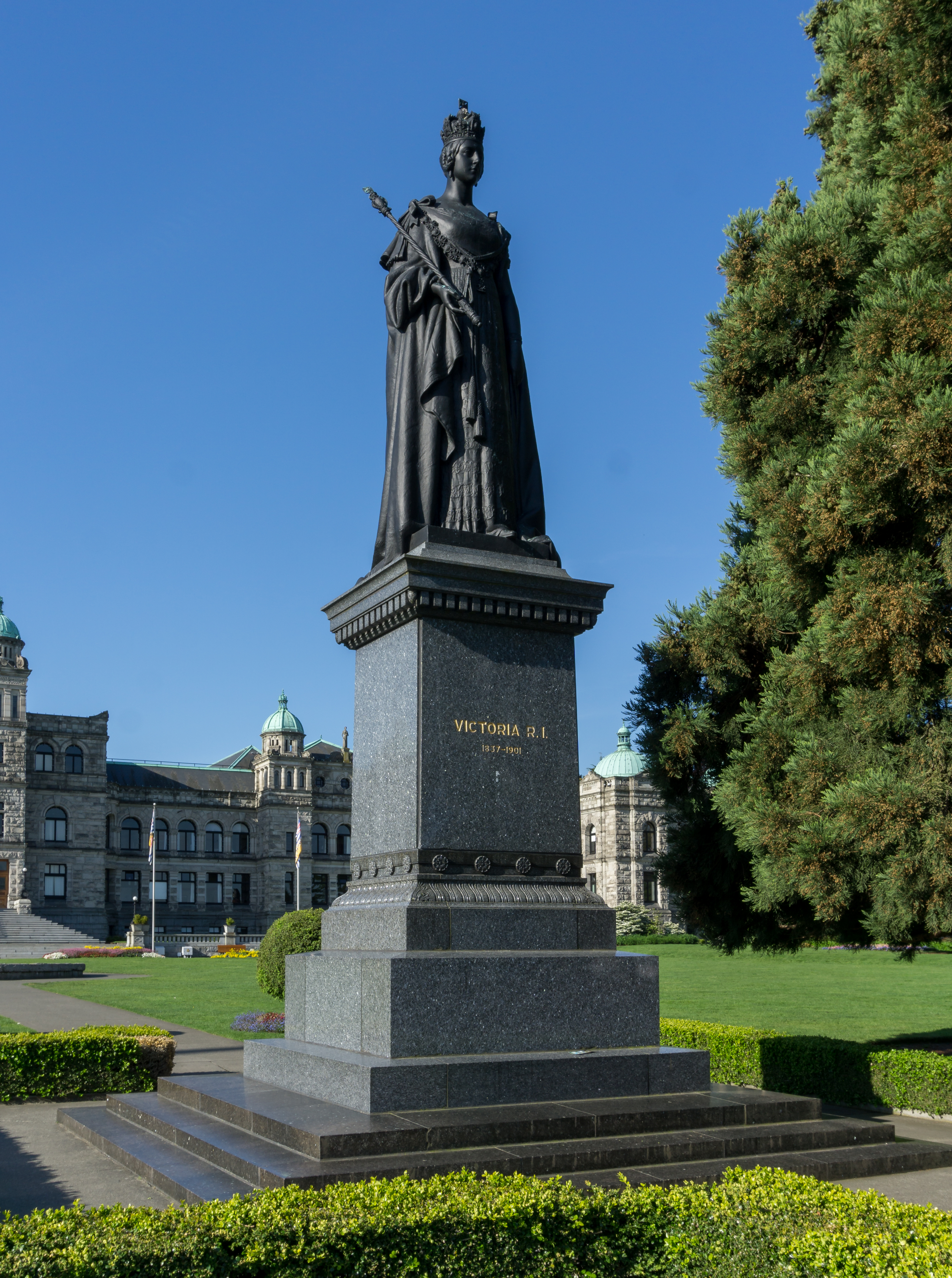
Socha královny Viktorie před budovou parlamentu Britské Kolumbie v hlavním městě Victoria

Za vlády královny Viktorie vedla Britská říše dvě opiové války proti Číně, při kterých byl obsazen Hongkong, a byla podniknuta invaze do Afghánistánu během první anglo-afghánské války, která ovšem skončila masakrem Elphinstonovy armády roku 1842. Byla také vedena vítězná krymská válka proti Rusku, obsazen Nový Zéland po podepsání smlouvy z Waitangi a vedeny války proti Maorům. Po sedmé anglo-ašantské válce byla anektována Ašantská říše, byl okupován Egypt a po potlačení Mahdího povstání obsazen Súdán. Britská invaze do Transvaalu byla odražena v první búrské válce a po třetí anglo-barmské válce byla okupována Barma. Roku 1867 obdržela Kanada jako první britská kolonie status dominia a právo na samosprávu. Roku 1868 přestali být do Austrálie převáženi trestanci z Británie. Na Berlínské konferenci v roce 1884 si Britská říše společně s dalšími evropskými státy rozdělila Afriku.

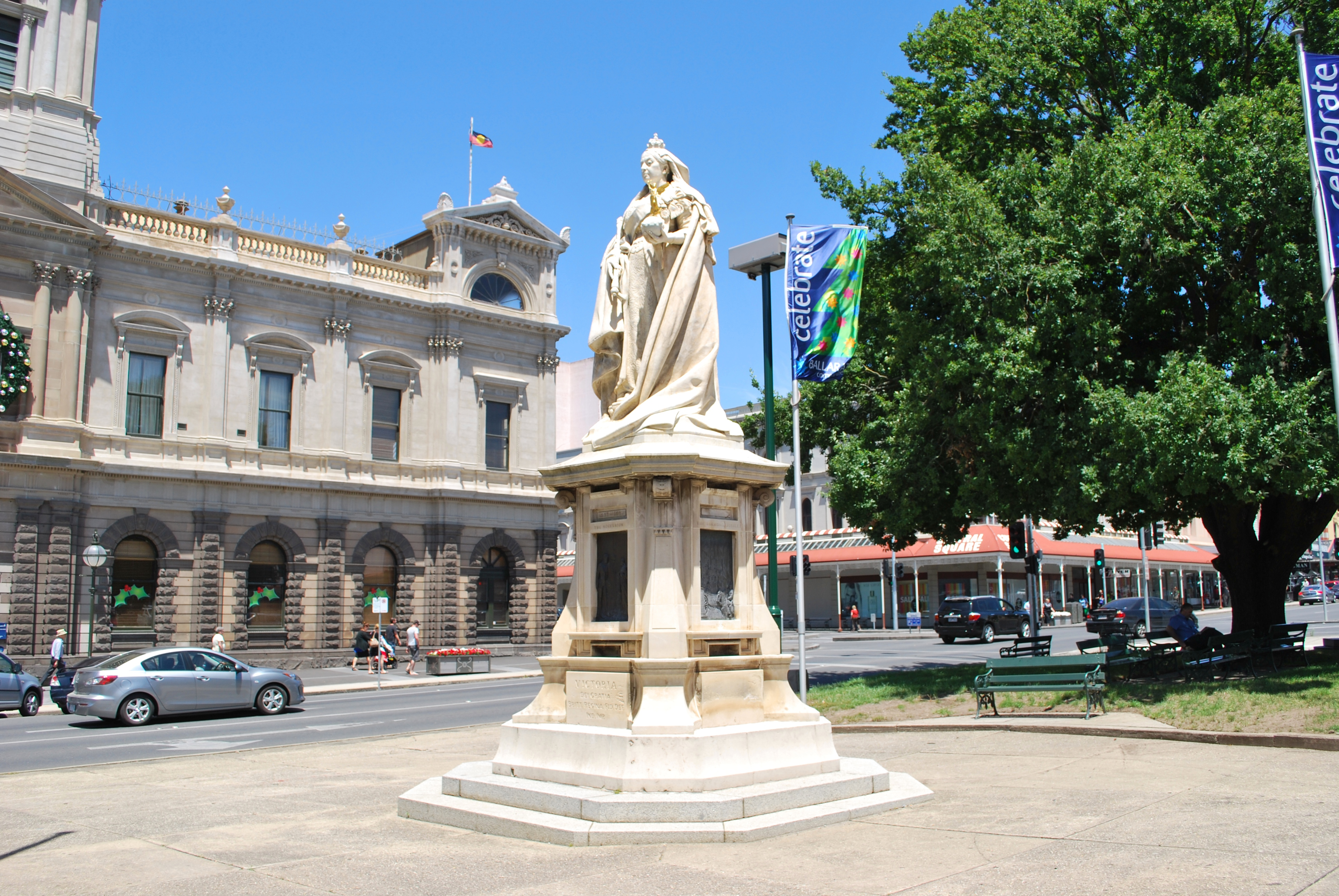
Socha královny Viktorie v Ballaratu v australském státě Victoria

Posledním nositelem titulu císař Indie byl Bahádur Šáh II. z dynastie Mughalů. Po jeho smrti a poté, co byla po velkém indickém povstání z roku 1857 rozpuštěna Britská Východoindická společnost, která spravovala většinu Indického subkontinentu, a z Britské Indie se stala korunní kolonie v čele s místokrálem, byl titul císařovny Indie od 1. května 1876 používán Viktorií. Tento titul byl vytvořen devatenáct let po formálním začlenění území ovládaných Británií v jižní Asii do britského impéria. Běžně se uvádí, že tento titul vytvořil pro Viktorii předseda vlády Disraeli.
Druhá búrská válka proti búrským republikám Transvaal a Orange v Jižní Africe byla v Evropě natolik nepopulární, že Viktorie roku 1900 vynechala svojí každoroční návštěvu Francie a místo toho poprvé od roku 1861 navštívila Irsko.
Viktoriino jméno dnes nese mnoho míst bývalého Britského impéria, mimo jiné australské státy (Victoria a Queensland), hlavní město Britské Kolumbie (Victoria) a Saskatchewanu (Regina) v Kanadě, centrum Hongkongu (Victoria), hlavní město Seychel (Victoria), hlavní město ostrova Gozo na Maltě (Victoria), největší africké jezero Viktoriino jezero, horní tok Nilu Viktoriin Nil nebo Viktoriiny vodopády v jižní Africe. Po princi Albertovi bylo pojmenováno Albertovo jezero ve východní Africe.

### Smrt prince Alberta

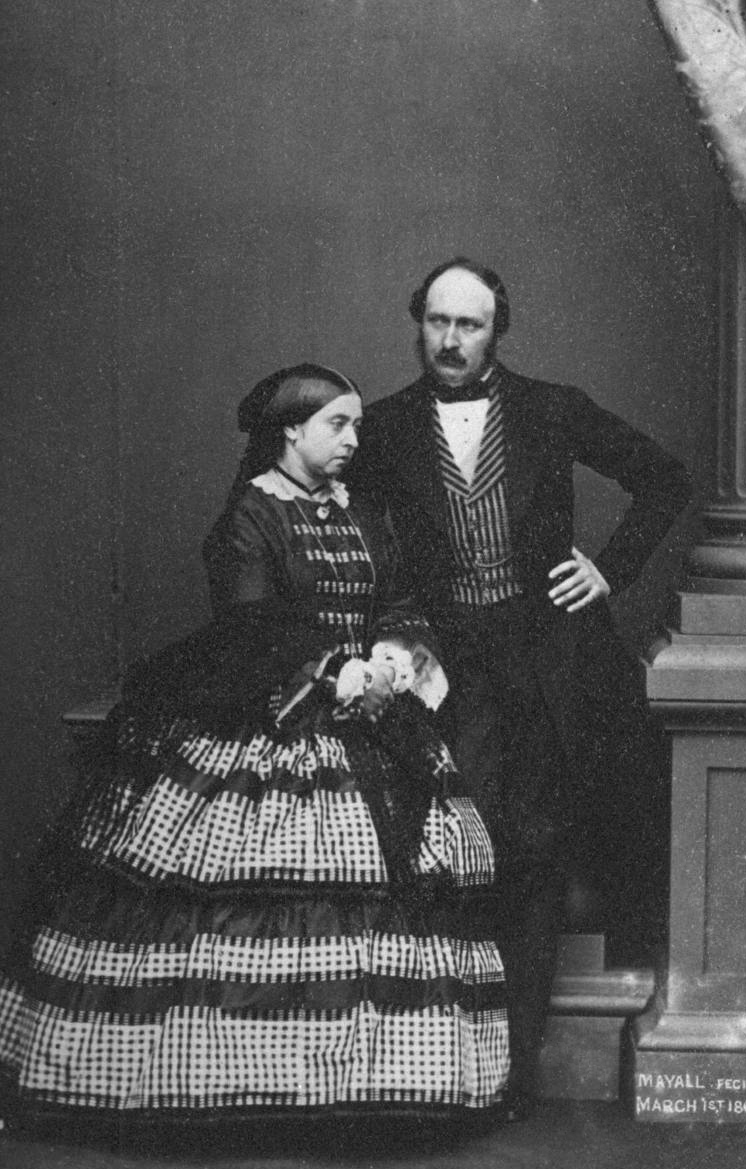
Fotografie Viktorie a Albert v rok jeho smrti, 1861

Princ Albert zemřel dne 14. prosince 1861 na tyfus v důsledku špatných hygienických podmínek na Windsorském hradě. Viktorii, poznamenanou smrtí její matky na počátku toho roku, jeho smrt silně zasáhla. Po celý zbytek života držela za manžela smutek, nosila černé šaty, vyhýbala se veřejnému životu a v následujícím období se v Londýně objevovala jen málokdy.
Její stažení se z veřejnosti snížilo popularitu monarchie a přispělo k posílení republikánského hnutí. I když Viktorie plnila své oficiální vládní povinnosti, žila v odloučení na svých sídlech na Balmoralském hradu ve Skotsku, na ostrově Wightu nebo na Windsorském hradu.

### Pozdní období

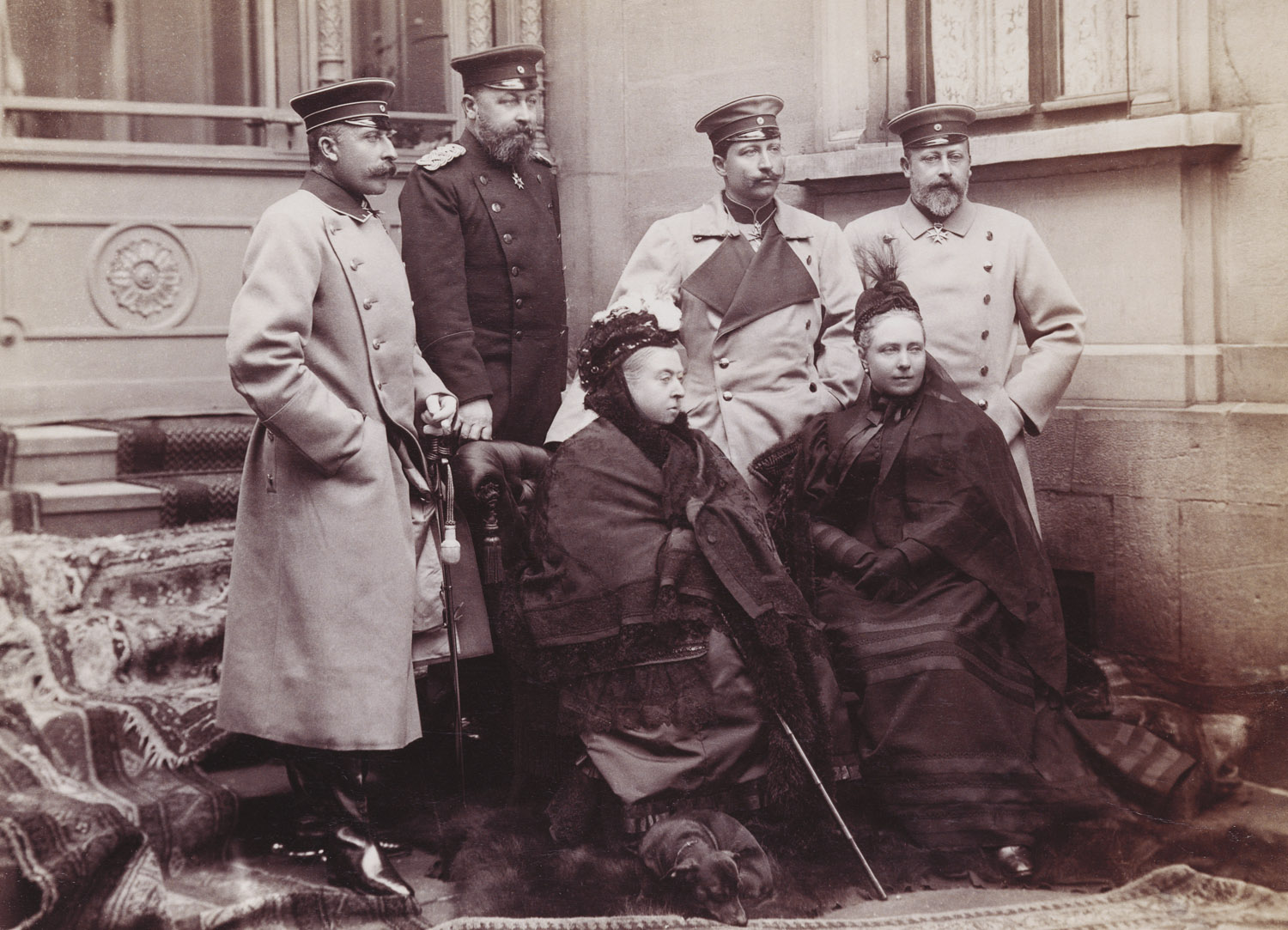
královna Viktorie se svými syny Eduardem, Arturem a Alfrédem, dcerou Viktorií a vnukem Vilémem II.

Roku 1887 oslavilo britské impérium padesáté výročí jejího nástupu na trůn. Při té příležitosti pořádal královský dvůr recepci, na kterou pozval 50 evropských králů a princů. Irští anarchisté chtěli této akce využít k tomu, aby nechali vybouchnout Westminsterské opatství v době, kdy se tam měla konat bohoslužba za účasti královny Viktorie. Tento plán byl ale odhalen před jeho uskutečněním.
Na šedesáté výročí nástupu na trůn byli pozváni předsedové vlád všech samosprávných dominií. Slavnostní průvod zahrnoval vojenské jednotky ze všech britských dominií a kolonií. Děkovné bohoslužby se konaly před katedrálou svatého Pavla.
Královnin zdravotní stav se postupně zhoršoval. Vánoční svátky roku 1900 trávila jako obvykle v Osborne House na ostrově Wight. Zde také 22. ledna 1901 zemřela. Byla pohřbena 2. února ve Frogmore Mauzoleu vedle svého manžela prince Alberta. Viktorie byla posledním příslušníkem hannoverské dynastie na britském trůnu. Její syn a následník Eduard VII. pocházel ze sasko-kobursko-gotské dynastie. Roku 1917, za první světové války změnil její vnuk Jiří V. pod silným tlakem protiněmecky naladěné veřejnosti jméno rodu na Windsorská dynastie.

### Délka vlády

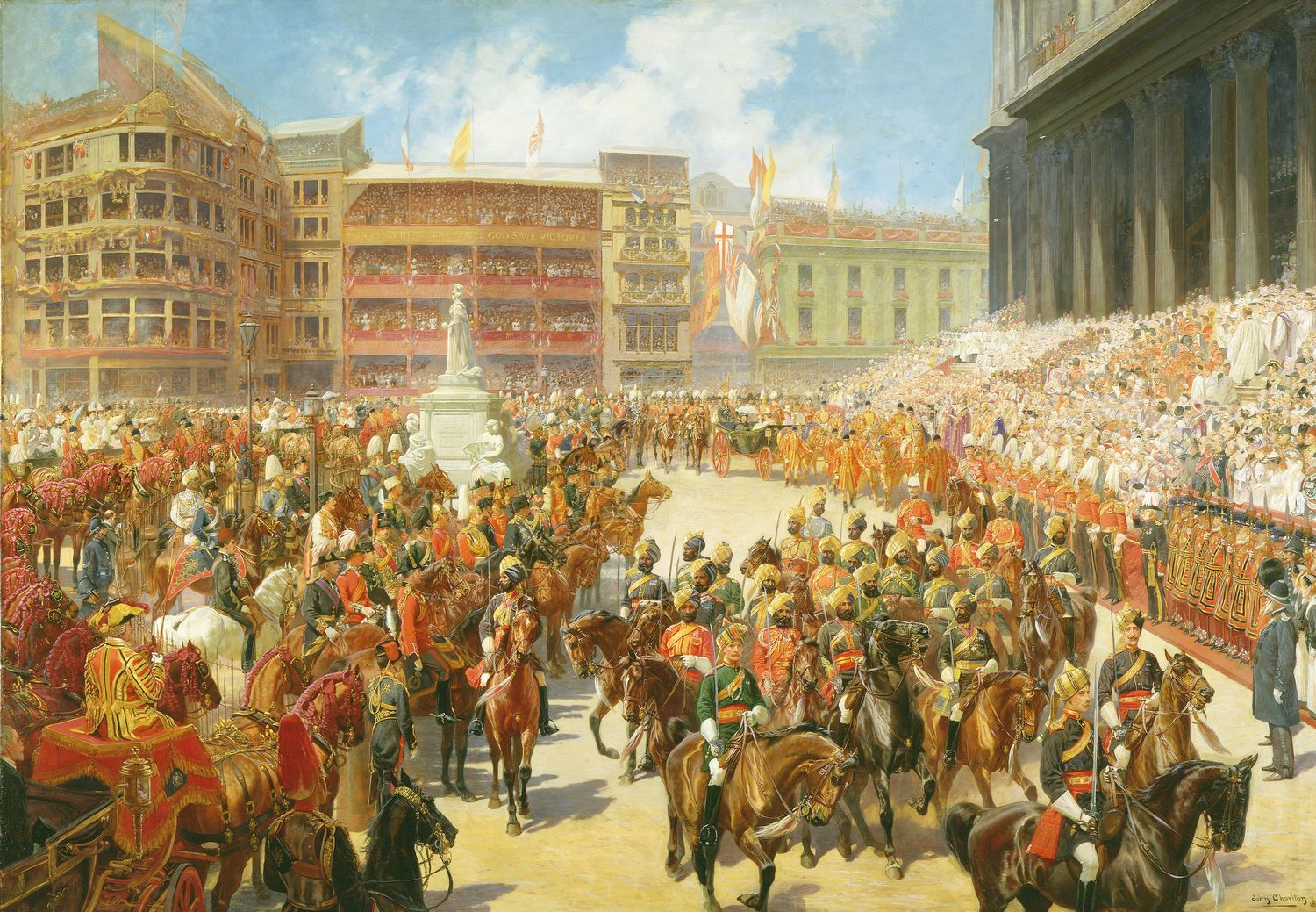
Oslavy diamantového jubilea nástupu Viktorie na britský trůn roku 1897

Viktorie vládla 63 let a 7 měsíců, což ji učinilo do té doby nejdéle vládnoucím britským či anglickým panovníkem (o více než čtyři roky překonala Jiřího III., svého děda). Během vlády zažila 10 různých ministerských předsedů a 19 jejich jmenování. Délka její vlády vedla k tomu, že se stala živoucím symbolem impéria a je po ní nazýváno celé vrcholné období britských dějin, tzv. viktoriánské. Podobnou roli sehrál v Rakousku-Uhersku její současník, císař František Josef I. (který vládl ještě o několik let déle).
V délce vlády Viktorii překonala počátkem 21. století její prapravnučka Alžběta II., která vládla o 7 let déle.

### Potomci

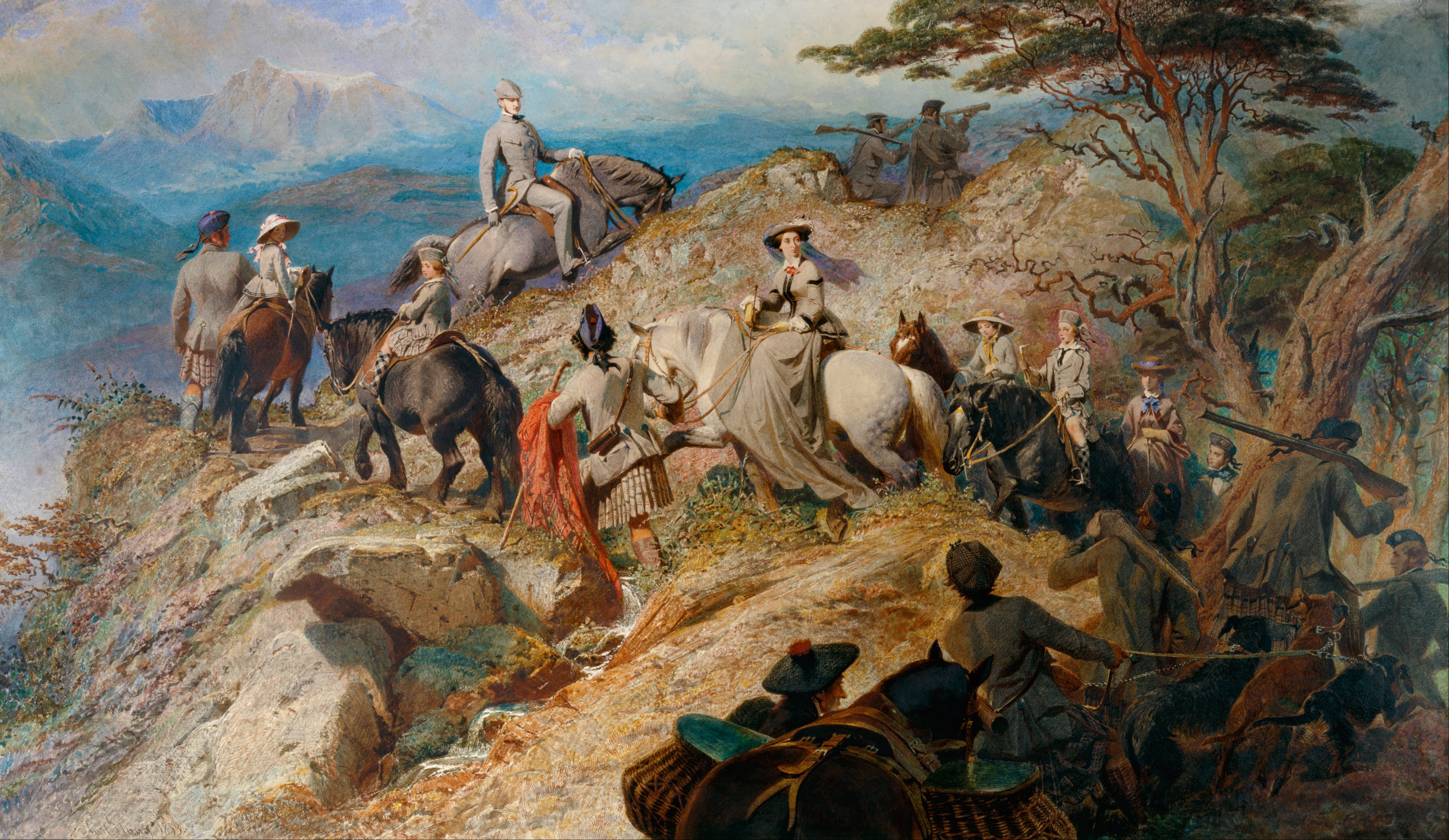
Královská rodina ve Skotsku roku 1853

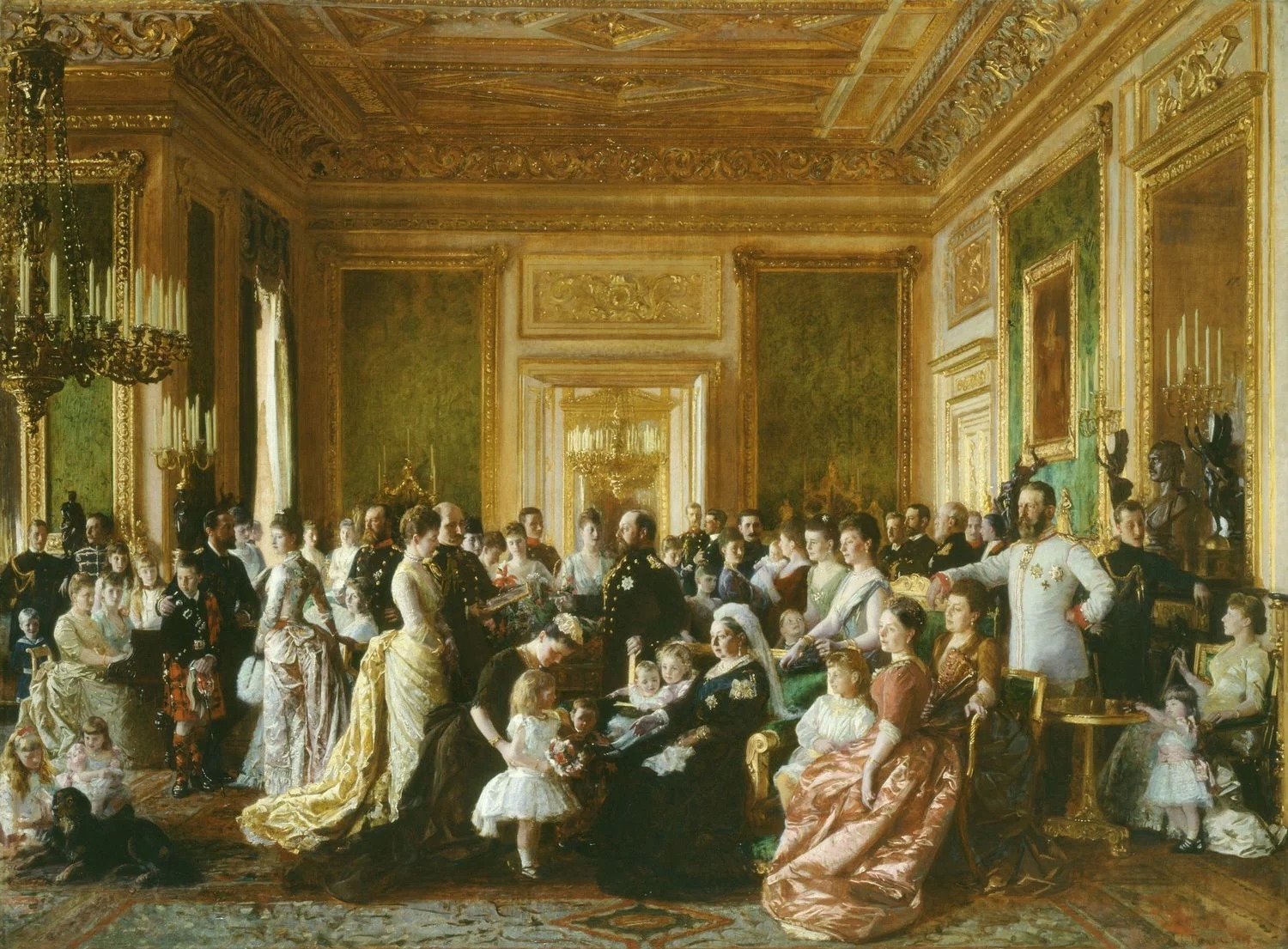
Rodina královny Viktorie na hradu Windsor roku 1887

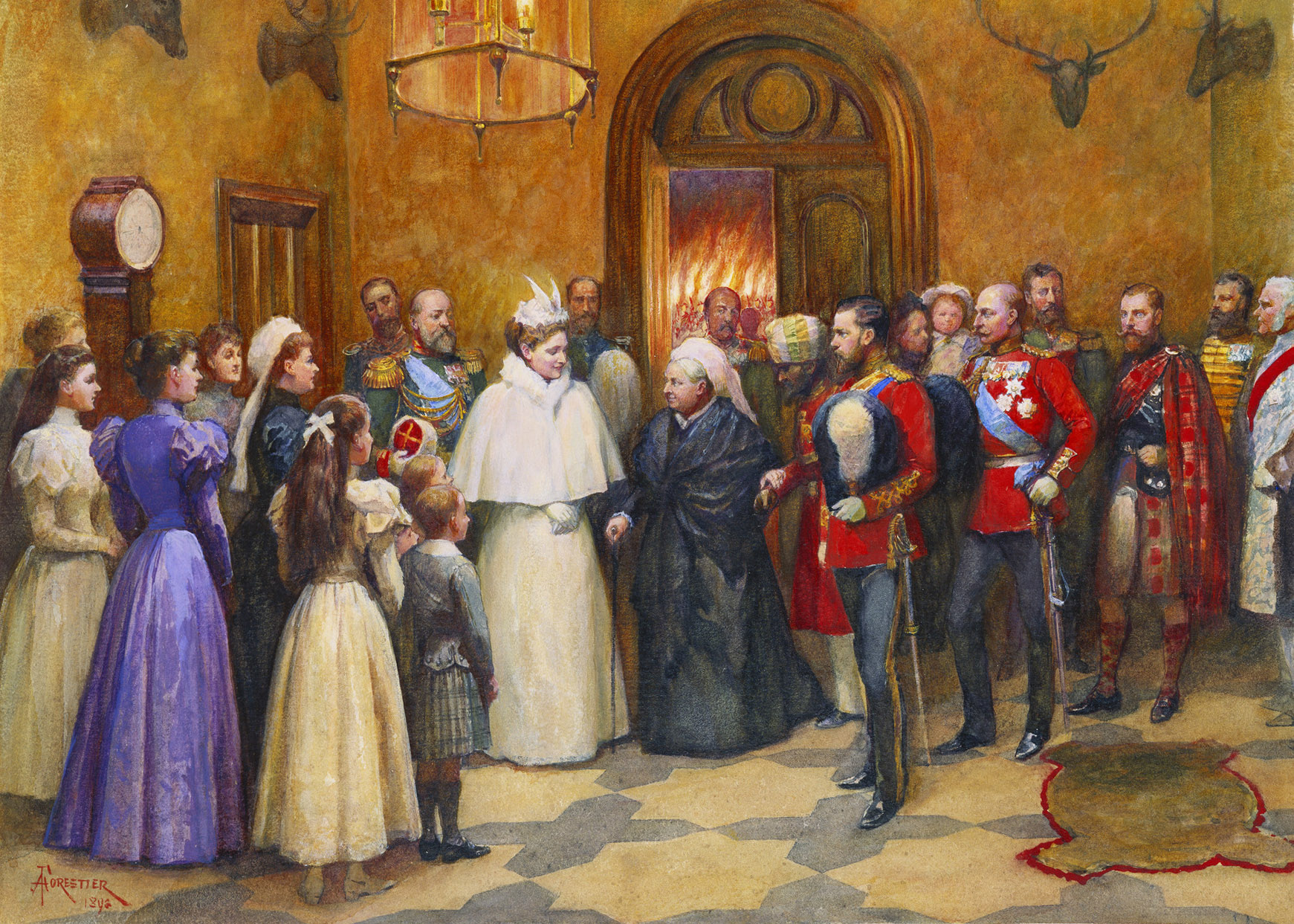
Setkání s ruským carem Mikulášem II. a se svou vnučkou carevnou Alexandrou Fjodorovnou na zámku Balmoral roku 1896

Viktorie s Albertem měli 9 dětí – 5 dcer a 4 syny. Tři z nich Viktorie přežila, nejstarší dcera Viktorie zemřela jen půl roku po ní.
- Viktorie (1840–1901), po 99 dní německá císařovna jako manželka Fridricha III., matka posledního německého císaře Viléma II.
- Eduard (1841–1910), král Velké Británie v letech 1901–1910, otec následujícího krále Jiřího V.; jeho rodová linie vládne Británii dosud, ačkoliv roku 1972 vymřela po meči. Mezi jeho potomky je také norský král Harald V.
- Alice (1843–1878), hesenská velkovévodkyně, matka ruské carevny Alexandry Fjodorovny, manželky cara Mikuláše II. Byla přenašečkou hemofilie, kterou zdědil i poslední ruský následník trůnu Alexej Nikolajevič. Jedním z jejích pravnuků byl Philip Mountbatten, který se zpětně přiženil do vládnoucí britské linie a stal se otcem současného krále Karla III.
- Alfréd (1844–1900), vévoda z Edinburghu, otec rumunské královny Marie a Viktorie Melity, prvním sňatkem hesenské velkovévodkyně a druhým ruské velkokněžny, admirál královského námořnictva a velitel Středomořské floty;
- Helena (1846–1923), jedna ze zakládajících členů Červeného kříže;
- Luisa (1848–1939), vévodkyně z Argyllu, jejím manželem se stal John Campbell, 9. vévoda z Argyllu, který byl v roce 1878 jmenován Generálním guvernérem Kanady;
- Artur (1850–1942), vévoda z Connaught a Strathearn, hlavní velitel armády v Irsku a generální inspektor, později byl jako první člen královské rodiny jmenován v roce 1911 Generálním guvernérem Kanady. Jedním z jeho potomků je bývalá dánská královna Markéta II.
- Leopold (1853–1883), vévoda z Albany, je údajně prvním dítětem porozeným bezbolestně, protože při jeho porodu použil lékař John Snow chloroform, za což byl povýšen do rytířského stavu. Leopold trpěl hemofilií a předčasně zemřel na komplikace této choroby. Přesto se stihl oženit a měl dvě děti, mezi jejichž potomky je i švédský král Karel XVI. Gustav.
- Beatrix (1857–1944), její kmotrou byla Evženie, poslední francouzská císařovna. Beatrix byla přenašečkou hemofilie, kterou její dcera Viktorie skrze sňatek s Alfonsem XIII. přinesla do španělské královské rodiny. Její potomci nicméně vládnou ve Španělsku dodnes.

V dalších generacích mezi její potomky patřili mimo jiné německý císař Vilém II. (1859–1941), řecký král Jiří II. (1890–1947), rumunský král Michal I. (1921–2017) či jugoslávský král Petr II. Karađorđević (1923–1970). Její potomci panují i v současnosti (2022) ve značné části evropských monarchií: britský král Karel III. (od roku 2022), španělský král Filip VI. (* 1968), švédský král Karel XVI. (* 1946), norský král Harald V. (* 1937) a dánská královna Markéta II. (* 1940).